# Pio Torelli di Adriano

Stemma dei Torelli

Pio Torelli (Gualtieri, ... – 10 luglio 1699) è stato un nobile italiano.

## Biografia
Pio era figlio di Adriano Torelli, di Pio, ultimo conte di Montechiarugolo e di sua moglie, la nobile Virginia Zoboli (?-1654) di Parma. Visse peregrinando per varie corti d'Italia, a causa delle disgrazie della sua famiglia. Fu ciambellano del granduca di Toscana, dell'ultimo duca di Mantova Ferdinando Carlo di Gonzaga-Nevers, che lo gratificò con l'onorificenza di Cavaliere del Redentore. Fu gran ciambellano della duchessa di Guastalla Margherita d'Este, rimasta vedova nel 1678 del duca Ferrante III Gonzaga.
Morì nel 1699.

## Discendenza
Pio sposò Vittoria Tirelli, dama d'onore della duchessa di Guastalla Margherita d'Este, ed ebbero sei figli:
- Carlo Gaetano (1676-1724), sposò Giacinta Da Correggio
- Eleonora, monaca
- Laura, monaca
- Francesco (1670-1731), sposò Ottavia Manfredi
- Virginia, sposò Francesco Caracci
- Adriano (1681-1737), sposò Elisabetta Donati

## Ascendenza
|                                       |   |                                               | Genitori                             |  |  | Nonni |  |  | Bisnonni                                   |  |  | Trisnonni                               |  |
|                                       |   |                                               |                                      |  |  |       |  |  | Pomponio Torelli, conte di Montechiarugolo |  |  | Paolo Torelli, conte di Montechiarugolo |  |
|                                       |   |                                               |                                      |  |  |       |  |  | Pomponio Torelli, conte di Montechiarugolo |  |  | Paolo Torelli, conte di Montechiarugolo |  |
|                                       |   | Beatrice Pico della Mirandola                 |                                      |  |  |       |  |  | Pomponio Torelli, conte di Montechiarugolo |  |  |                                         |  |
| Pio Torelli, conte di Montechiarugolo |   |                                               |                                      |  |  |       |  |  | Pomponio Torelli, conte di Montechiarugolo |  |  |                                         |  |
|                                       |   | Isabella Bonelli                              | Marco Bonelli, nobile di Alessandria |  |  |       |  |  |                                            |  |  |                                         |  |
|                                       |   | Isabella Bonelli                              | Marco Bonelli, nobile di Alessandria |  |  |       |  |  |                                            |  |  |                                         |  |
|                                       |   | Isabella Bonelli                              | Dominia de' Gibertis                 |  |  |       |  |  |                                            |  |  |                                         |  |
| Adriano Torelli                       |   | Isabella Bonelli                              |                                      |  |  |       |  |  |                                            |  |  |                                         |  |
|                                       |   | Cornelio I Bentivoglio, marchese di Gualtieri | Costanzo Bentivoglio                 |  |  |       |  |  |                                            |  |  |                                         |  |
|                                       |   | Cornelio I Bentivoglio, marchese di Gualtieri | Costanzo Bentivoglio                 |  |  |       |  |  |                                            |  |  |                                         |  |
|                                       |   | Cornelio I Bentivoglio, marchese di Gualtieri | Costanza Elena Rangoni               |  |  |       |  |  |                                            |  |  |                                         |  |
| Ginevra Bentivoglio                   |   | Cornelio I Bentivoglio, marchese di Gualtieri |                                      |  |  |       |  |  |                                            |  |  |                                         |  |
|                                       |   | Isabella Bendidio                             | Nicolò Bendidio                      |  |  |       |  |  |                                            |  |  |                                         |  |
|                                       |   | Isabella Bendidio                             | Nicolò Bendidio                      |  |  |       |  |  |                                            |  |  |                                         |  |
|                                       |   | Isabella Bendidio                             | Alessandra Rossetti                  |  |  |       |  |  |                                            |  |  |                                         |  |
| Pio Torelli                           |   | Isabella Bendidio                             |                                      |  |  |       |  |  |                                            |  |  |                                         |  |
|                                       | … | …                                             |                                      |  |  |       |  |  |                                            |  |  |                                         |  |
|                                       | … | …                                             |                                      |  |  |       |  |  |                                            |  |  |                                         |  |
|                                       | … | …                                             |                                      |  |  |       |  |  |                                            |  |  |                                         |  |
| …                                     | … |                                               |                                      |  |  |       |  |  |                                            |  |  |                                         |  |
|                                       |   | …                                             | …                                    |  |  |       |  |  |                                            |  |  |                                         |  |
|                                       |   | …                                             | …                                    |  |  |       |  |  |                                            |  |  |                                         |  |
|                                       |   | …                                             | …                                    |  |  |       |  |  |                                            |  |  |                                         |  |
| Virginia Zoboli                       |   | …                                             |                                      |  |  |       |  |  |                                            |  |  |                                         |  |
|                                       |   | …                                             | …                                    |  |  |       |  |  |                                            |  |  |                                         |  |
|                                       |   | …                                             | …                                    |  |  |       |  |  |                                            |  |  |                                         |  |
|                                       |   | …                                             | …                                    |  |  |       |  |  |                                            |  |  |                                         |  |
| …                                     |   | …                                             |                                      |  |  |       |  |  |                                            |  |  |                                         |  |
|                                       |   | …                                             | …                                    |  |  |       |  |  |                                            |  |  |                                         |  |
|                                       |   | …                                             | …                                    |  |  |       |  |  |                                            |  |  |                                         |  |
|                                       |   | …                                             | …                                    |  |  |       |  |  |                                            |  |  |                                         |  |
|                                       |   | …                                             |                                      |  |  |       |  |  |                                            |  |  |                                         |  |